# Moon Boot
Les Moon Boots són un tipus de calçat creat a principis dels anys 1970 per l'empresa Tecnica Group de Giavera del Montello, Itàlia. Es van convertir en una icona del disseny i de la moda durant la dècada de 1980s. La bota és construída amb una sola de goma i coberta de Nylon de color, fent servir escuma de poliuretà. Tecnica va registrar mundialment la marca Moon Boot® el 1978. El 2010 encara es venien tot i que al mercat hi ha moltes imitacions. Des de 2011 es fabriquen a Ucraïna a un ritme de 700.000 unitats per any.